# Xavier Carter
Xavier Carter, född 8 december 1985 i Palm Bay i Florida, är en amerikansk friidrottare, främst sprinter. Carter spåddes allmänt en lysande framtid över samtliga tre sprintdiscipliner: 100 meter, 200 meter och 400 meter. Den 11 juli 2006 noterade "X-man", som han kallas, 19,63 s över 200 meters löpning i Lausanne i Schweiz. 
Under loppets sista 100 meter accelererade Carter på sin ytterbana på ett dramatiskt sätt från en plats i kön till en klar seger före startfältets favoriter Tyson Gay, Yohan Blake och Usain Bolt. Carters tid på de sista 100 meterna av loppet klockades till 9.27 sekunder, nästan 3/10 snabbare än det ännu gällande världsrekord på 100 meter (9.58) som Usain Bolt satte i Berlin tre år senare. 
Året efter skadade Carter ena knäet och tvingades till konvalescens. Efter skadan kom han aldrig tillbaka till den kapacitet han visade 2006.
Carter tid från Lausanne 2006 har endast överträffats av sex andra löpare, Michael Johnson i Atlanta 1996 (19,32 s), Tyson Gay (19,58) ifrån 2009, Justin Gatlin (19,57) ifrån Eugene 2015, Yohan Blake (19,26) och Walter Dix (19,53) ifrån Diamond-League i Bryssel år 2011 samt nu gällande världsrekord av Usain Bolt ifrån Berlin 2009 (19,19).